# Saint-Hilaire-le-Lierru
Saint-Hilaire-le-Lierru là một xã trong tỉnh Sarthe ở tây bắc nước Pháp. Xã này nằm ở khu vực có độ cao từ 70-120 mét trên mực nước biển.